# Saliceto (Italia)
Saliceto (Salësèj in piemontese) è un comune italiano di 1 155 abitanti della provincia di Cuneo in Piemonte.

## Storia
L'esistenza del vecchio nucleo abitato sopra la collina detta della Margherita è documentata da Moriondo nei Monumenta Aquensia in data antecedente il X secolo.
Il luogo era originariamente suddiviso in due borghi: Borgovero e Borgoforte, entrambi distrutti, si suppone, dai Saraceni durante le scorrerie tra i secoli IX e X.
Nei XII - XIII secoli la collina mutò nome da collina della Margherita in collina della Rosa, toponimo che lascia supporre una presenza templare, anche per gli ottimi rapporti che intercorrevano tra l'Ordine del Tempio e il marchese Enrico II Del Carretto, signore di una marca che si estendeva dalla Riviera di Finale alle colline del Barolo, con il castello di Novello sovrastante il Tanaro conteso agli Albesi.
Ai due borghi sulla collina, noti ora come Bergvé (burgus veterus) e Cascté Vej (Castelvecchio), subentrò nel fondovalle il Borgo "Nuovo", circondato da mura protette da ampi e profondi fossati colmi d'acqua ("andè ar burg" significa ancora andare in paese e "dré di fosci" "dietro ai fossati" sono le strade adiacenti a quegli antichi fossati dove ora transita la strada provinciale).
La probabile presenza sulla collina della Margherita di un'antica città ligure (Karystos?) ha influenzato profondamente la toponomastica della Media Valle Bormida di Ponente, che deriva dai giorni lontani della conquista romana. Le legioni risalirono la Valle Bormida da Piacenza e Tortona (l'antica Derthona): il paese di Castino fu il luogo dei "castra", l'accampamento principale; Cortemilia prese nome dall'insediamento della Cohors Aemilii (la coorte del tribuno Emilio), Gorzegno dall'insediamento della Cohors Ennii (la coorte del tribuno Ennio), Monesiglio da Mons Vigilium (il monte delle guardie, l'avamposto delle sentinelle), Cengio dal verbo cingere, chiudere, più ancora circondare secondo la tipica strategia romana d'impedire l'afflusso di rinforzi o semplici vettovagliamenti ad una città assediata. E ancora: Levice, a metà strada da Cortemilia a Gorzegno, potrebbe derivare da "levis iter": agile cammino tra gli stanziamenti delle due coorti; mentre Camerana deriverebbe da cameranus: il pontile dove attraccavano le chiatte militari romane dette appunto "camerae", per la parte superiore e laterale protetta da scudi (all'epoca il fiume Bormida, che deriva il nome dalla dea ligure Bormia, signora delle acque, similmente a Bormio in Valtellina, era sicuramente molto più ricco d'acqua, peraltro non esistevano le derivazioni che portano l'acqua nell'altra Valle Bormida, quella di Spigno).
Il nome stesso di Saliceto trarrebbe origine non tanto dai salici, abbondanti nel fondovalle e presenti nello stemma comunale, quanto dai Liguri Salii o Sallui, che oltre il Po, a settentrione, erano noti come Salassi, e pertanto significherebbe Saliorum Situm (luogo dei liguri Salii).
Lo storico romano Tito Livio fa cenno a una loro remota emigrazione dalla Provenza, verso la Val Padana, dopo l'insediamento greco di Marsiglia nei loro territori. A suffragare questa ipotesi vi sono i toponimi limitrofi a Saliceto di Sale delle Langhe, Sale San Giovanni a ponente, e di Saleggio a levante: l'antico nome medioevale di Castelletto Uzzone.
Esattamente tra i tre borghi di un tempo: veterus (Borgovero o Borgovecchio), forte (Borgoforte o Castelvecchio) e il borgo nuovo nel fondovalle, è documentata la presenza dell'antica chiesa di Sant'Elena, dall'emblematico nome bizantino, con sovrastante cimitero in un campo in tempi più recenti adibito a vigna, dove sono emerse molte tombe.
La prima citazione di Saliceto (Salocetum e anche Salexetum) figura nel più antico documento della regione: la donazione ad Aleramo e ai suoi discendenti da parte dell'imperatore Ottone I del Sacro Romano Impero, nella città di Ravenna il 23 marzo 967, delle terre situate tra il mare, il Tanaro e l'Orba, dove sono elencate sedici curtes, tra cui anche Curtemilia, Prunetum, Dego, Nocetum, Bagnascum, Altesinum (località della Scaletta nel comune di Castelletto Uzzone), Maximinum, tutti situati in "deseris locis". Da qui prese nome il Vasto, da guasto, distruzione, termine di cui si fregiarono i discendenti di Aleramo: marchesi del Vasto, primo fra tutti il potente Bonifacio del Vasto, dal quale discero i marchesati del Monferrato, di Saluzzo, di Clavesana, di Ceva, di Busca e di Savona, evolutosi in seguito nei marchesati Del Carretto.
Verso l'anno Mille, quando tutte le Alte Langhe presentano l'organizzazione ecclesiastica delle pievi, in molte bolle pontificie è citata la plebs de Santa Maria de Gudega, comprendente l'ecclesia di Saliceto con le dipendenze di Camerana, Cengio e Lavaniola quae dicitur Gutta o Gauta Sicca (goccia secca poiché vi si era essiccata una fonte di olio miracoloso in seguito ad un sacrilegio: vi era stato portato a guarire un maialino al posto di una persona).
Nel 1050 risulta che i Salicetesi, con altri paesi dell'Alta Langa, versassero la decima ecclesiastica ai monaci benedettini del Monastero di San Benedetto al Belbo, fondato pochi anni prima, nel 1036 (D. Pio Giovanni Battista "Cronistoria dell'antico Mandamento di Bossolasco con cenni sulle Langhe).
A metà del XIII secolo nel complesso sistema d'infeudazioni Saliceto risultava l'estremo avamposto meridionale, verso il mar Ligure, della Repubblica di Asti, alleata con i marchesi Del Carretto, signori delle Valli della Bormida nella lunga guerra che la contrapponeva ad Alessandria, Alba e al marchesato di Ceva (codex Astensis e antichi cronisti astensi).
Il borgo di Saliceto nel fondovalle risulta prospero, circondato da mura e dotato di molte torri già a metà del secolo XV, come documentato in un affresco "gotico-subalpino" nell'antica sacrestia della chiesa di Sant'Agostino, adiacente alla parrocchiale di San Lorenzo. Anche il castello, soprattutto sul lato di levante, era già presente a quell'epoca per le alte volte gotiche all'interno, mentre all'esterno presenta i tipici motivi decorativi medioevali; inoltre, all'interno, vi sono pregevoli affreschi trecenteschi, tra cui una natività attribuita al pittore senese Taddeo di Bartolo, unica in Piemonte. Altri affreschi sembrano da attribuirsi a scuola leonardesca, più che manieristica: due volti femminili sulle pareti (sibille come nella Cappella Sistina?), inseriti in rombi tra croci di Davide, immersi in delicati motivi floreali, e un agnello simbolo del Cristo sulla volta, con croce impreziosita da perle, le stimmate e il petto ferito, dove sgorga il sangue in denso zampillo, in direzione della coppa del Graal.
Saliceto, staccatosi dal Terziere di Millesimo, fu centro di un prospero marchesato comprendente con alterne vicende Camerana, Gottasecca, Cengio, Paroldo e, per un breve periodo, anche Montezemolo; prosperità derivata dal fatto che il suo territorio era attraversato da importanti strade, prime fra tutte la Magistra Langarum, la strada maestra delle Langhe che collegava Alba ed Asti ai porti marittimi di Savona, Noli dall'antica repubblica, e Finale.
Questo marchesato ebbe termine nell'anno 1450, all'epilogo della "guerra del Finale" descritta dal Filelfo, allorché il marchese Giorgino Del Carretto fu condotto prigioniero nella città di Asti, dove morì rinchiuso in una torre. In quell'occasione il borgo e il castello furono occupati dai francesi, alleati dei finalesi, e per espugnare il borgo vennero utilizzati barilotti di polvere da sparo in sotterranei appositamente scavati, per aprire varchi nelle mura: tra le prime testimonianze di questa tecnica bellica.
La violenta guerra di Genova, tesa a conquistare il Marchesato di Finale, unica terra veramente libera sull'arco ligure, si concentrò soprattutto su Finalborgo e Saliceto. Già nel 1448 il popoloso borgo in Val Bormida fu occupato dai cavalieri francesi che presidiavano Asti e il marchese Giorgino Del Carretto ricorse all'aiuto dei genovesi per tornarne in possesso. Per questa impresa ricevette 400 fanti genovesi, soprattutto i temibili balestrieri, e quando i francesi si ritirarono intimoriti di fronte ai quei 400 balestrieri, il marchese, furente per la complicità palesata dai borghigiani verso il sovrintendente del re di Francia Filiberto d'Orleans, che li aveva resi liberi da tutti i gravami feudali, abbandonò il borgo ad un terribile saccheggio. Fino ad allora erano considerati “uomini liberi” di Saliceto soltanto gli Ayrali, i Garello e gli Scazzino, più "illi de Rosa": quelli della Rosa?, la collina della Rosa?, di difficile identificazione (da un atto custodito presso l'archivio comunale di Saliceto, di cui si fa cenno in seguito).
La faccenda dei diritti concessi da Filiberto d'Orleans si risolse il 16 novembre 1482, con un arbitrato notarile: la sentenza fu eletta nell'antica chiesa di Santa Maria (de Gudega?) di fronte ai capi famiglia di Saliceto (il più antico documento storico presente nell'archivio del municipio): al marchese di Finale, nuovo signore del vasto feudo, all'epoca Galeotto II Del Carretto, fu riconosciuta legittima la richiesta di ripristinare gli antichi diritti feudali, con la revoca delle concessioni concesse dal rappresentante del re di Francia, troppo magnanimo per opportunismo.
Va ricordato che Filiberto d'Orleans governò i feudi di Saliceto e Paroldo per una dozzina di anni, alla fine della guerra del Finale. Sempre lo storico Filelfo ricorda che l'audace capitano francese, il cui controllo si estendeva anche alla Pietra della Marina (Pietra Ligure), effettuava azioni di pirateria nel tratto di mare di fronte alla Pietra, dopo aver armato due galee. Non soltanto si permetteva di saccheggiare i navigli genovesi, ma ne prendeva in ostaggio i capitani e le personalità più insigni che trovava a bordo per poi trasferirli in una torre di Saliceto, prigionieri, in attesa del riscatto. Le vibranti proteste del potente Banco di San Giorgio riuscirono alfine a raggiungere il re di Francia che richiamò in patria l'intraprendente suo rappresentante sulle Langhe. A Filiberto d'Orleans subentrarono due suoi luogotenenti: uomini d'arme, che di fretta si sbarazzarono dei feudi di Saliceto e Paroldo, offrendoli al miglior offerente che fu il marchese di Finale.

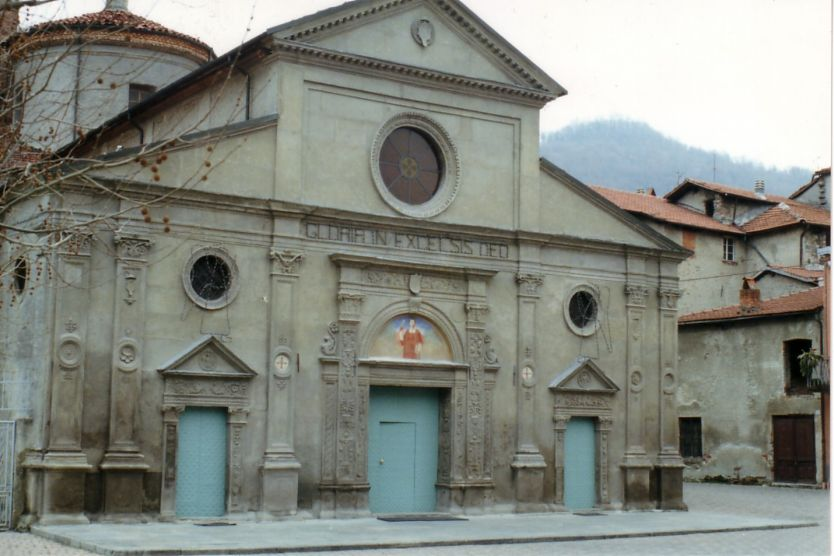
Facciata della parrocchiale di San Lorenzo, autore ignoto, edificata tra la fine del Quattrocento e il Cinquecento in pietra, per volere del cardinale Carlo Domenico del Carretto di Finale Ligure

In tal modo Saliceto fu annesso al Marchesato di Finale con Paroldo. Subito dopo, nei primi anni del Cinquecento, fu coinvolto in un intenso rinnovamento edilizio, che raggiunse l'apice con la costruzione della nuova parrocchiale di San Lorenzo, monumento nazionale per la straordinaria architettura rinascimentale, pari se non superiore allo stesso duomo di Torino, edificata sul luogo dell'antica pieve di Santa Maria. Un'opera d'impronta bramantesca voluta dal marchese - cardinale Carlo Domenico Del Carretto, sicuramente il più notevole rappresentante della casata finalese, amico tanto del papa Giulio II quando del re di Francia Luigi XII e, probabilmente, di Leonardo da Vinci durante i suoi soggiorni presso la corte francese. Era anche fratello maggiore di Fabrizio Del Carretto, in quegli anni gran maestro dei Cavalieri di Rodi.
La facciata della chiesa, mirabilmente scolpita, presenta molteplici e raffinate figurazioni decorative a bassorilievo, dove spiccano sirene dal seno scoperte, salamandre (ritenute un animale ignifugo), l'araba fenice, il pellicano che nutre i propri piccoli con il proprio sangue e, soprattutto, bassorilievi emblematici e misteriosi come un enigmatico "Bafometto" (l'idolo che i Templari erano accusati di adorare) esattamente come descritto da Guglielmo da Nogaret, gran cancelliere del re di Francia e loro massimo accusatore: enormi baffi e zampe da caprone. È collocato alla sommità della lesena all'estrema destra della facciata. Da evidenziare, inoltre, un probabile Ermete Trismegisto, unico in tutta Europa, su entrambe le "colonne" ai lati della porta d'ingresso (simili raffigurazioni si trovano soltanto nei portali di case private quattrocentesche, come nel caso del portale del "Trionfo Doria" in Via Chiossone 1 nel centro storico di Genova). Tra i tanti simboli scolpiti, oltre a quelli alchemici dell'acqua (anfore e rana alata), fuoco (salamandre e torce accese), terra (tartaruga e melograni) e aria (uccelli e magnifici grifoni) ai lati del portale principale spiccano due Athanor. La facciata in pietra arenaria risulta gravemente vilipesa al fluire inesorabile delle stagioni e si riscontrano notevoli difficoltà nella sua conservazione. L'interno della chiesa è inoltre totalmente affrescato.
Altra scultura, probabilmente unica in tutta Europa, è una pietra in arenaria rinvenuta sull'architrave di una casa del centro storico dov'è scolpito lo stemma dei marchesi del Carretto sormontato da un triangolo simile ad un manico, con due martelli ai lati: la più antica testimonianza dei Francs-Maçons costruttori di cattedrali.
Nel 1583 Saliceto e Paroldo, con metà di Camerana e parte della Rocchetta di Cengio, facevano ancora parte del Marchesato di Finale, ormai prossimo alla fine. Una lapide, murata nella cupola all'interno della chiesa, riporta la data 1583 e il nome del penultimo marchese Alexander Del Carretto, abbas Bonacombae (abate di Buonacomba, marchese tra il 1583 e il 1596), abbinato al fratello Fabbritius Del Carretto eques Hierosolymitanus Comendator Mediolanensis.
Una data fatidica il 1583. In questa lapide non siano indicati il mese e il giorno. Infatti, “passato a miglior vita” il marchese Alfonso II, con un autentico colpo di mano il duca sabaudo Carlo Emanuele I s'impossessò dei beni finalesi in Val Bormida e in Val Tanaro, in nome di antichi diritti vantati dalla sua casata e rispolverati in precedenza dal duca Emanuele Filiberto.
Il 16 novembre 1583 Carlo Emanuele I ordinava per iscritto ai suoi emissari sulle Langhe che «essendo stati informati che l'illustrissimo Alfonso del carretto Marchese di Finale è passato da questa a miglior vita… vi commettiamo che trasferendovi nelli castelli e luoghi che detto Marchese possedeva in vita sua nel nostro Dominio (Alte Langhe), habbiate ridurli nelle mani nostre ad salvum jus habentis (diritto di usucapione).»
E così, in piena notte, un'ora prima dallo scoccare della mezzanotte del 30 novembre 1583, gli emissari del duca sabaudo: Nicolao Ayazza e Paolo Antonio Pallavicino si presentarono di fronte al ponte levatoio del castello di Saliceto con forte scorta armata e ne presero il possesso in modo alquanto rude. Il giorno dopo, 1º dicembre, erano a Murialdo; poi toccò a Paroldo e Massimino.
Per la verità, a partire dal 1578 c'era stata una breve occupazione spagnola di Saliceto per il coinvolgimento nella congiura del conte di Millesimo Ottaviano Del Carretto e del marchese Tethe Del Carretto di Gorzegno complici nel tentativo di costituire un libero "cantone" sulle Langhe simile ad una "nuova Ginevra", ad imitazione della città sul Lago di Lemano che si era affrancata dall'autorità sabauda proprio in quegli anni (documenti rinvenuti nell'archivio storico del castello di Simancas nella Vecchia Castiglia da Don Scaglione). E proprio questa occupazione fu determinante per sgretolare il marchesato di Finale, facendogli perdere ogni controllo sui paesi langhetti.
L'imperatore protestò per queste “usucapioni” considerate illegittime e continuò a confermare come legittimi signori di queste terre i marchesi Del Carretto di Finale finché, passato il Finalese alla Spagna, anche gli antichi possedimenti finalesi nell'oltregiogo, in direzione della Val Bormida e della Val Tanaro, vennero legalmente attribuiti al re di Spagna. E, infatti, ancora nel 1621, l'8 novembre, il feudo di Saliceto veniva investito al re di Spagna Filippo II dall'imperatore Ferdinando II, con tutte le antiche possessioni del marchesato di Finale, ed esattamente Finale con il Castel Borgo e il Castel Franco, Busile, Calizzano, Murialdo, Massimino, Osiglia, Bormida, Paroldo, metà di Camerana e parte della Rocchetta di Cengio.
Da molti anni Finale era considerato il "porto delle Fiandre" e vi transitavano le truppe inviate a reprimere la ribellione dei Paesi Bassi, giacché la strada che portava a Milano attraversava i feudi imperiali delle Langhe senza interessare la Repubblica di Genova e i domini Sabaudi e costituiva un autentico corridoio verso la Lombardia.
Alcuni anni prima, il 31 agosto 1577, mentre l'intera Val Padana era terrorizzata dal dilagare della peste, l'imperatore Rodolfo II d'Asburgo aveva rinnovato l'infeudazione al marchese Alfonso II Del Carretto del borgo e del castello di Saliceto, con tutte le altre pertinenze del finalese a cominciare dal Castel Borgo e dal Castel Franco, e con le sue dirette dipendenze di Paroldo, metà di Camerana e parte della Rocchetta di Cengio.
I duchi di Savoia, per la verità, non si limitarono ad occupare i possedimenti finalesi nelle Alte Langhe alla morte del marchese Alfonso II, nel 1583; cinque anni dopo Carlo Emanuele I addiveniva ad uno scambio con Scipione Del Carretto, figlio di Filiberto I dei Marchesi Del Carretto di Finale. Infatti, con un autentico atto di pirateria politica, in data 6 aprile 1588 cedeva Saliceto, Murialdo e Paroldo a Scipione Del Carretto, in cambio di Zuccarello, Erli, Castelvecchio o Castri Veteris (di Rocca Barbena), Castelbianco (Castri Blanchi), Bardineto con Aquila, Gavenolle, Unty.
Per rendere più allettevole lo scambio a Saliceto, Murialdo e Paroldo il duca aggiungeva Bagnasco in Val Tanaro con Perno, Malpotremo, La Torre, La Niella, Lisio e Mombasiglio, inclusa parte della città di Ceva. Vi aggiungeva poi l'enorme somma di 60.000 scudi d'oro per il versamento dei quali il procuratore di Scipione rilasciò regolare ricevuta. La corruzione del marchese Scipione, i cui stessi diritti su Zuccarello, Erli, Castelbianco e Castelvecchio erano illegittimi, coinvolse anche le sue due figlie, alle quali il duca sabaudo elargì 1.000 Scudi d'oro ciascuna come dote; poi a ciascun parente di Scipione Del Carretto che non si fosse opposto ad una simile truffa assicurò altri 1.000 d'oro. Al fratello di Scipione di nome Prospero, complice in questa illecita transazione, fu riconosciuta una pensione, per tutta la durata della sua vita, di 400 Scudi d'oro! All'epoca i duchi sabaudi erano propensi a qualsiasi temerarietà pur di avvicinarsi al mare nella Riviera Ligure di Ponente: ambivano ad uno sbocco in quel mare meno impervio di Nizza, al di là delle alte Alpi Marittime; impresa che fu loro sempre negata finché ci fu la Repubblica di Genova, anche se alla fine riuscirono ad acquisire l'approdo di Oneglia, ma gli fu impedito di realizzare un corridoio nell'entroterra che lo collegasse alla Val Tanaro.
Ovviamente sia il procuratore imperiale che la Repubblica di Genova e soprattutto Ottavio Del Carretto, che vantava legittimi diritti su Zuccarello, Erli, Castelbianco e Castelvecchio, si opposero a questa transazione palesemente illegale, che ledeva i loro diritti. Il procuratore dell'imperatore del Sacro Romano Impero evidenziò come tutti i feudi che costituivano l'oggetto dell'illecita transazione, ad eccezione di Bagnasco, appartenessero alla Camera Imperiale, e che lo stesso marchese Scipione Del Carretto non potesse vantare diritti su di essi in quanto condannato per gravi delitti, incluso un omicidio. Precisava, inoltre, che contro di lui era stata emessa sentenza di colpevolezza in contumacia, con la confisca di tutti i suoi beni. Peraltro, quando Scipione Del Carretto giunse a Saliceto, eletto a sua residenza privilegiata, dimostrò tutta la sua protervia con la pretesa di ripristinare gli antichi privilegi feudali, stemperati, mitigati, addolciti da un secolo di dominio dei marchesi di Finale, soprattutto per la magnanimità del marchese – cardinale Carlo Domenico Del Carretto, che durante tutta la sua vita riservò un peculiare riguardo per Saliceto: atteggiamento rimasto senza spiegazioni. Di fronte a simili pretese si rischiò una rivolta popolare, poiché i salicetesi non erano disposti a rinunciare ai privilegi faticosamente acquisiti, e fu necessario l'intervento di un cancelliere del duca sabaudo, dotato di pieni poteri, per stemperare la tensione ed indurre il nuovo marchese, noto capitano di ventura con propria compagnia di mercenari, a miti consigli.
La diatriba continuò per 35 anni, finché nell'anno 1623 si giunse allo scontro armato tra il duca sabaudo e la Repubblica di Genova, che vedeva minacciata la città di Albenga, prossima a Zuccarello, per le mire espansionistiche dei signori di Torino. Nel frattempo il marchese Scipione Del Carretto, condannato per omicidio, privato dei suoi beni, era stato promosso dall'ineffabile duca Carlo Emanuele I a governatore di Mondovì, e suo figlio Filiberto II, succedutogli illegittimamente come marchese di Saliceto, Bagnasco, Murialdo, Parolodo, Lisio, Mombasiglio… fu nominato Gran Ciambellano dal solito duca Carlo Emanuele, Maresciallo di Campo Generale e inviato ambasciatore a Vienna; poi, nel 1628, fu nominato governatore di Trino e infine nel 1631 venne insignito dal duca Amedeo I, succeduto a Carlo Emanuele, dell'Ordine Supremo del Collare della SS. Annunziata. L'anno successivo, fu promosso governatore della città di Nizza e del suo contado.
Pertanto, nonostante i decreti imperiali e le relative lagnanze, i duchi Sabaudi fecero spallucce e persistettero nell'occupazione di Saliceto, Paroldo e Murialdo, infischiandosene delle proteste imperiali. Ancora nel 1639, quando gli spagnoli vennero a conquistare il forte di Cengio, il territorio di Saliceto risultava presidiato da una compagnia piemontese al comando del capitano Buttino di Ceva.
Fu allora che accadde il fatto d'arme più famoso, allorché un cecchino dotato di un archibugio da uccellatore fulminò con un colpo, sparato da grande distanza, il comandante dell'armata spagnola: don Martino d'Aragona. Gli storici riferirono che per questo colpo di moschetto fu raso al suolo, fino alle fondamenta, il castello, come rappresaglia. A subire questa sorte fu sicuramente il Castelvecchio sulla collina della Rosa, giacché il castello nel fondovalle, dotato di quattro grandi torrioni agli angoli e inserito nel circuito dei "Castelli Aperti" del Basso Piemonte, oltre alle strutture gotiche e agli affreschi trecenteschi, se non duecenteschi, presenta pregevoli architetture rinascimentali, come lo scalone a loggiato che unisce la corte interna al piano superiore.
Saliceto fu occupato dalle truppe francesi guidate da Napoleone Bonaparte dopo che l'11 aprile 1796 l'armata rivoluzionaria sfondò il fronte nei boschi di Montenotte, in prossimità del Colle di Cadibona. Lo stesso Napoleone dormì a Saliceto, in casa Roddolo, le notti del 16 e 17 aprile, dopo la sanguinosa conquista del castello diroccato di Cosseria, che costò ai francesi il sacrificio di 2.000 soldati e tre generali. Da qui, finalmente divise le armate austriaca e piemontese, il giovane generale, all'epoca ventisettenne, diramò gli ordini che portarono allo sfondamento definitivo del sistema difensivo allestito dall'esercito piemontese nel Monregalese, per giungere rapidamente alla pace di Cherasco e permettere l'avanzata in Lombardia delle truppe vittoriose.
Tra gli altri monumenti salicetesi figura la chiesa di San Martino in località Lignera, dal campanile romanico, altro monumento nazionale, di difficile datazione, risalente probabilmente all'XI secolo, se non più antico. Custodisce all'interno affreschi tardogotici, secondi soltanto a quelli di San Fiorenzo di Bastia Mondovì per quanto riguarda la provincia di Cuneo. In questa chiesa il presbiterio, dotato di affreschi risalenti al XV secolo, è grande quanto la navata e nelle raffigurazioni spicca la storia della vita di san Martino, elaborata da anonima mano pittorica. Dinamico è lo scontro equestre con "cavalli ridenti". Inoltre, alla sommità dell'arcata gotica, spicca lo stemma dei Del Carretto: 5 bande diagonali rosse su campo d'oro, sormontato da nera aquila imperiale, adiacente alla "mandorla" del Cristo Pantocratore benedicente.
Altri affreschi quattrocenteschi sono conservati nella già citata sacrestia di sant'Agostino (la cui navata è ora adibita a sede della locale bocciofila), dov'è ravvisabile, nonostante il degrado, il borgo turrito di Saliceto, quasi una cartolina dell'epoca. Altre chiese sono la pittoresca Madonna della Neve situata su un poggio e san Gervasio dov'è murata una pietra romana e dove si può vedere una Madonna col Bambino affrescata sull'altare.
Sulla collina di ponente, nota come la Rocchezza, in prossimità di una cappella agreste nota come il Pilone del Foresto, sulla displuviale tra Bormida e Belbo, è situato un antichissimo menhir che presenta incisioni neolitiche, come nella Valle delle Meraviglie, sulle Alpi Marittime (rivista storica Alba Pompeia): una pietra alta circa un metro, caratterizzata da una profonda scanalatura laterale e da croci preistoriche. Altre pietre minori, disposte verticalmente nel bosco circostante, descrivono un ampio semicerchio. Ormai ridotti a pochi ruderi i resti dell'antichissimo Borgo Forte sulla collina della Rosa, localmente noto anche come Borgovecchio, dove una leggenda vuole che sia nascosta una capra d'oro; un'altra leggenda, molto più antica, accenna invece ad una barca tutta d'oro, sarcofago di un principe saraceno di nome Abdul Amin che su quella collina erse il suo alcazar nel IX secolo. Tale leggenda, assai truculenta, vuole che mille contadini cristiani furono utilizzati per scavare la tomba e poi furono tutti sgozzati, affinché non ne rivelassero l'ubicazione. Sono inoltre del tutto trascurati gli antichi Alberghi, che per secoli ospitarono dignitari ecclesiastici e imperiali allorché lasciavano la via Francigena ad Asti per raggiungere i porti d'imbarco di Savona, Noli e Finale, alla volta di Pisa o Civitavecchia, stanchi del lungo viaggio terrestre.
I salicetesi vantano due soprannomi: cere faze ("facce false") e maza-previ ("ammazza preti", per un fatto delittuoso che coinvolse il parroco don Fenoglio Giovanni Battista, assassinato durante un violento temporale estivo nella notte tra il 28 e il 29 luglio 1875, per motivi rimasti misteriosi, e gli autori del crimine non furono mai individuati).
Dalla collina del Baraccone, metri 765, (l'antico kastron baraktelìa bizantino?) è visibile il mare a sud-est: la rada di Vado Ligure.
A Saliceto sono documentate, inoltre, tre tombe antichissime, preromane, imponenti: una a tholos con stele verticale interna, scoperta e distrutta durante la costruzione di un pozzo; le altre due a cunicolo, sopravvissute agli eventi, con stanze interne penetranti per più di cento metri nelle colline; e altre probabilmente si trovano nel territorio circostante.

### Simboli
Lo stemma è stato concesso con regio decreto del 24 maggio 1937.
Nello stemma in uso è raffigurato un salice al naturale, in campo d'argento, nodrito nella campagna di verde.
Il gonfalone è un drappo partito di verde e di bianco.

## Società

### Evoluzione demografica
Abitanti censiti

### Etnie e minoranze straniere
Secondo i dati Istat al 31 dicembre 2017, i cittadini stranieri residenti a Saliceto sono 80, così suddivisi per nazionalità, elencando per le presenze più significative:
1. Marocco, 29
2. Ucraina, 20

## Eventi
Saliceto è sede degli Stages estivi Internazionali "Stages Teatro al Castello di Saliceto" e del Festival dell'Incanto.
Notte Brava
Nel mese di agosto si svolge a Saliceto la Notte Brava, manifestazione estiva giunta alla quindicesima edizione, organizzata dalla Pro Loco. L’evento si tiene nel centro storico del paese, con musica dal vivo, stand gastronomici e aree dedicate alla ristorazione nel parco del castello, nella piazza della chiesa e nei vicoli circostanti.
La Notte Brava nasce con l’obiettivo di promuovere il territorio e favorire la socialità, rappresentando anche un’importante occasione di autofinanziamento per le attività culturali e sportive locali. I proventi della serata sono infatti destinati al sostegno delle iniziative del paese e al miglioramento delle sue strutture.

## Amministrazione
Di seguito è presentata una tabella relativa alle amministrazioni che si sono succedute in questo comune.
| Periodo        | Periodo                               | Primo cittadino    | Partito                        | Carica  | Note   |
| -------------- | ------------------------------------- | ------------------ | ------------------------------ | ------- | ------ |
| 19 giugno 1985 | 25 maggio 1990                        | Giovenale Gottardo | -                              | Sindaco | [ 10 ] |
| 25 maggio 1990 | 24 aprile 1995                        | Silvano Prandi     | Democrazia Cristiana           | Sindaco | [ 10 ] |
| 24 aprile 1995 | 14 giugno 1999                        | Silvano Prandi     | Partito Popolare Italiano      | Sindaco | [ 10 ] |
| 14 giugno 1999 | 14 giugno 2004                        | Silvano Prandi     | Polo per le Libertà            | Sindaco | [ 10 ] |
| 14 giugno 2004 | 8 giugno 2009                         | Enrico Pregliasco  | orizzonti nuovi                | Sindaco | [ 10 ] |
| 8 giugno 2009  | 26 maggio 2014                        | Enrico Pregliasco  | centro-destra                  | Sindaco | [ 10 ] |
| 26 maggio 2014 | 26 maggio 2019                        | Enrico Pregliasco  | lista civica: Saliceto insieme | Sindaco | [ 10 ] |
| 26 maggio 2019 | 2024/2025 commissariamento del comune | Luciano Grignolo   | lista civica: Viviamo Saliceto | Sindaco | [ 10 ] |

### Altre informazioni amministrative
Il comune faceva parte della comunità montana Alta Langa e Langa delle Valli Bormida e Uzzone. Attualmente il Comune fa parte dell'Unione Montana Valli Mongia Cevetta, Langa Cebana, Alta Valle Bormida.

### Gemellaggi
Saliceto è gemellata col suo omonimo, il piccolo paese corso di Saliceto.